# Saison 2018-2019 du Raja Club Athletic
Chronologie
Saison précédente Saison suivante
La saison 2018-2019 du Raja Club Athletic est la 70e de l'histoire du club depuis sa fondation le 20 mars 1949. Elle fait suite à la saison 2017-2018 dans laquelle le Raja a remporté la Coupe du trône et s'est classé 6e en Championnat. Il s'agit de la deuxième saison de Juan Carlos Garrido au poste d'entraîneur, avant qu'il ne soit remplacé par le Français Patrice Carteron en cours de saison. 
Lors de la cette saison, le Raja CA est engagé dans six compétitions officielles: Championnat du Maroc, Coupe du Trône , Coupe de la confédération 2018, Coupe de la confédération 2018-2019, Championnat arabe des clubs et Supercoupe de la CAF. 
Le meilleur buteur de la saison est Mouhcine Iajour avec 29 buts inscrits toutes compétitions confondues qui devient le meilleur buteur de l'histoire du Raja CA sur une seule saison, tandis que le meilleur passeur est Abdelilah Hafidi avec 14 passes décisives.

## Matchs amicaux
| Date     | Tour    | Adversaire           | Lieu       | Score | Buteurs                                                               | Passeurs |
| -------- | ------- | -------------------- | ---------- | ----- | --------------------------------------------------------------------- | -------- |
| 12/07/18 | Match 1 | Racing de Casablanca | Casablanca | 4-0   | Mahmoud Benhalib Soufiane Rahimi Abderrahim Achchakir pen Badr Benoun |          |

## Mercato d'été 2018

### Arrivées

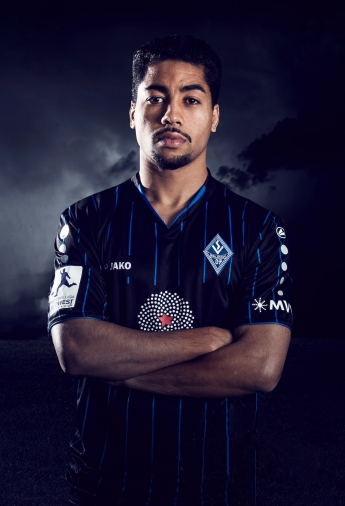
Saife Alami Bazza

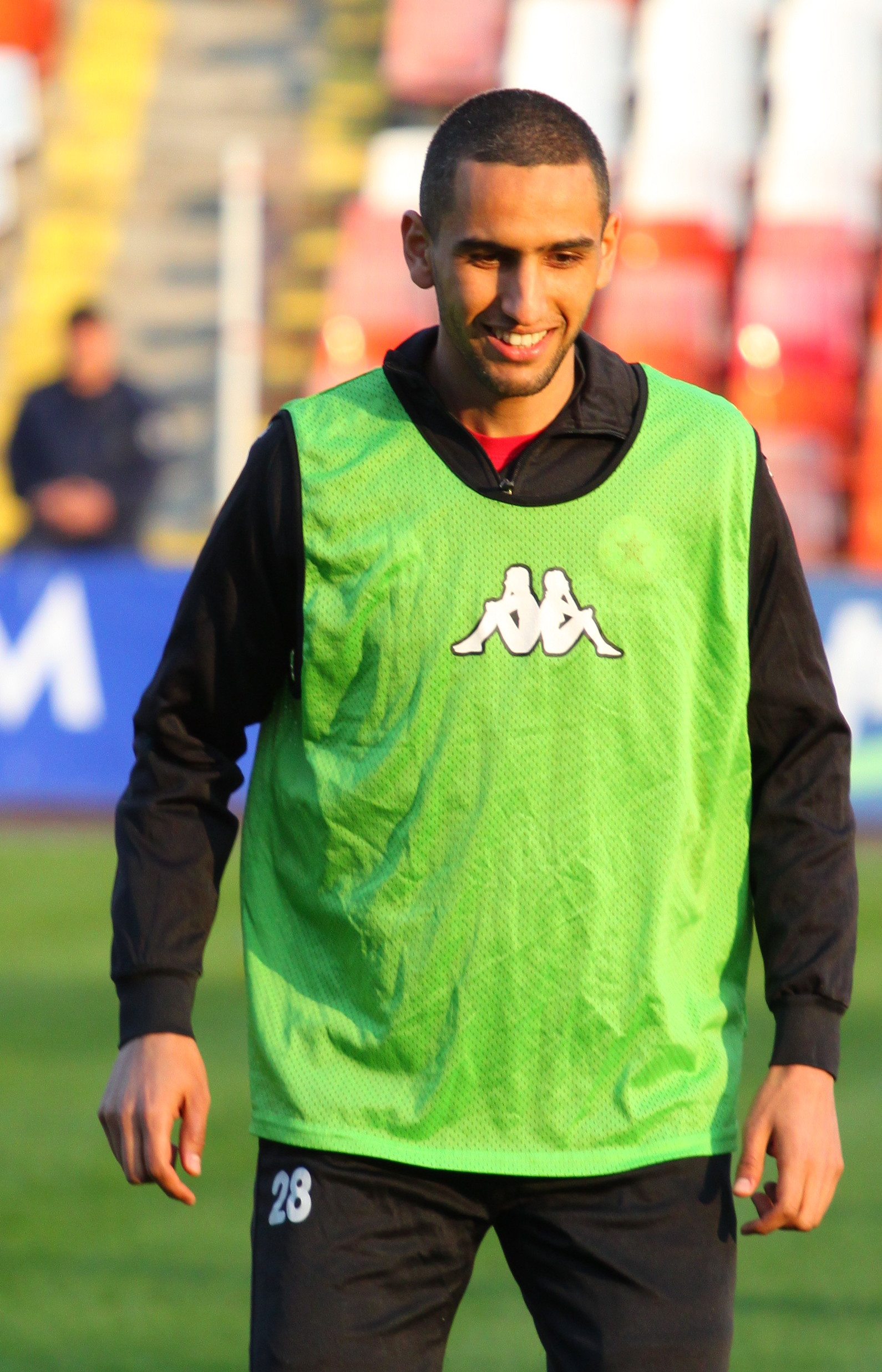
Ilias Heddad

Le 12 juin 2018, le Raja commence son mercato estival par la signature avec le défenseur central franco-sénégalais Baye Ibrahima Niasse, venant du championnat de Chine, pour un contrat de deux ans. Le joueur de 30 ans est un pur produit du club français l'AS Nancy-Lorraine.
Le 4 juillet 2018, le Raja annonce sur son site l'arrivée de Anas Jabroun en provenance du Moghreb de Tetouan. Âgé de 20 ans, Jabroun s'engage avec les Verts pour les quatre prochaines saisons.
Après des tests techniques et physiques, le Raja officialise l'arrivée de Mohamed Amine Routbi (22 ans) en provenance d'un club amateur suisse, FC Azzurri 90 LS. Le jeune latéral gauche signe un contrat de quatre ans, le 9 juillet 2018, et devient la troisième recrue du Raja
Arrivé en fin de contrat au Paris FC, le meneur de jeu hispano-marocain, Saifeddine Alami Bazza, âgé de 25 ans, signe un contrat, le 17 juillet 2018, de trois ans en faveur de la formation du Raja. 
Le 17 juillet 2018, Ilias Haddad, ex défenseur central de l'AS FAR, signe un contrat de deux ans avec le Raja et devient la septième recrue du club durant le mercato estival. 
Le Raja trouve un accord pour recruter l'international libyen Sanad Al Warfali sous forme de prêt. Le défenseur central de 26 ans s'engage le 28 juillet 2018 et devient la huitième recrue du club.  
| Numéro | Poste | Joueur                 | En Provenance de         | Division | Date              |
| ------ | ----- | ---------------------- | ------------------------ | -------- | ----------------- |
| 19     | M     | Baye Ibrahima Niasse   | APO Levadiakos           |          | 12 juin 2018      |
| 11     | ATT   | Anas Jabroun           | Moghreb de Tétouan       |          | 4 juillet 2018    |
| 23     | M     | Salaheddine Bahia      | Club Jeunesse Ben Guerir |          | 10 juillet 2018   |
| 10     | M     | Saifeddine Alami Bazza | Paris FC                 |          | 17 juillet 2018   |
| 26     | D     | Ilias Haddad           | FAR de Rabat             |          | 17 juillet 2018   |
| 8      | D     | Sanad Al Warfali       | Al-Ahly Tripoli          |          | 28 juillet 2018   |
| 21     | ATT   | Muhammad Shaban        | Kampala City             |          | 15 août 2018      |
| 17     | DF    | Muller Dinda           | Wydad Témara             |          | 18 septembre 2018 |

### Raja espoir
| Numéro | Poste | Joueur            | En provenance de | Date            |
| ------ | ----- | ----------------- | ---------------- | --------------- |
| 21     | ML    | Soufiane Rahimi   | Raja réserve     | 11 juillet 2018 |
| ??     | ML    | Riad Idboukiken   | Raja réserve     | 9 août 2018     |
| ??     | DF    | Abdelilah Madkour | Raja réserve     | 9 août 2018     |
| ??     | ML    | Zakaria Habti     | Raja réserve     | 9 août 2018     |

### Départs
Incapable de s'imposer au sein de l'équipe, le milieu offensif Abdeladim Khadrouf, recruté lors du mercato hivernal, quitte le Raja, le 21 mai 2018 après que ce dernier n'a montré aucun désir de renouveler le contrat de l'ancien joueur du MAT et du WAC.
Laissé libre par le Raja, après une première expérience de six mois au sein du club Casaoui, l’international marocain Mounir Obbadi s’engage en faveur du Stade lavallois le 12 juin 2018.
Le 14 juin 2018, le site Le360.ma confirme le transfert d'Abdelkabir El Ouadi qui signe un contrat de trois ans avec le champion du Maroc en titre Ittihad Riadhi de Tanger. 
| Numéro | Poste | Joueur              | Nouveau club                  | Date         |
| ------ | ----- | ------------------- | ----------------------------- | ------------ |
| 21     | DEF   | Adil Kerrouchi      | Fin du contrat                | 21 mai 2018  |
| 17     | MIL   | Mounir Obbadi       | Stade Lavallois               | 12 juin 2018 |
| 30     | MIL   | Abdeladim Khadrouf  | Fin du contrat                | 7 juin 2018  |
| 77     | ATT   | Hilaire Momi        | Fin du contrat                | 7 juin 2018  |
| 5      | DEF   | Ismaïl Benlamaalem  | FAR de Rabat (Fin du contrat) | 7 juin 2018  |
| 11     | ATT   | Zouheir El Ouasli   | Olympique de Khouribga        |              |
| 93     | MIL   | Abdelkabir El Ouadi | Ittihad de Tanger             | 14 juin 2018 |

## Assemblée générale extraordinaire
Après la très demandée démission de Said Hasbane, président du Raja depuis juin 2016, Jawad Ziyat est élu le nouveau président du Raja Club Athletic par les adhérents lors de l’assemblée générale extraordinaire, tenue le 13 septembre 2018 dans un palace casablancais. Après son élection, le nouveau président promet de poursuivre le travail de la commission provisoire présidée par Mohamed Aouzal, ajoutant qu’il fera de son mieux pour sortir le club de la crise financière qui l’engloutit depuis plusieurs mois.

## Coupe du Trône
| Date       | Tour            | Adversaire             | Lieu                                  | Score | Buteurs                                                              | Passeurs                 |
| ---------- | --------------- | ---------------------- | ------------------------------------- | ----- | -------------------------------------------------------------------- | ------------------------ |
| 02/09/2018 | 1/32e           | Chabab Atlas Khenifra  | Stade Municipal, Khenifra             | 0-1   | Abdelilah Hafidi 74e                                                 |                          |
| 12/09/2018 | 1/16e Finale    | Kénitra Athlétic Club  | Stade Mohammed-V, Casablanca          | 3-1   | Mouhcine Iajour 14e Abdelilah Hafidi 50e Mahmoud Benhalib 69e (pen.) | Abderrahim Achchakir 50e |
| 07/10/2018 | Quart de finale | Rapide Club d'Oued Zem | Stade municipal de Oued Zem, Oued Zem | 0-1   | Babr Benoun 22e                                                      | Lema Mabidi 22e          |
| 03/11/2018 | Demi-finale     | Wydad de Fès           | Stade Ibn Batouta, Tanger             | 1-1   | Abdelilah Hafidi 20e                                                 | Zakaria Hadraf 20e       |

### Match 1
Le Raja s'impose face au CAK (1-0) en marge des seizièmes de finale de la Coupe du Trône et file ainsi en huitièmes. Abdelilah Hafidi marque l'unique but de la rencontre à la 73e minute de jeu.
Feuille de match 1
| 2 septembre 2018 | Chabab Atlas Khénifra | 0 - 1   | Raja Club Athletic   | Stade municipal de Khénifra, Khénifra |                                    |
| 17 h 00          |                       |         | 74e Abdelilah Hafidi | Arbitrage : Abderrahim El Yaaqoubi    | Arbitrage : Abderrahim El Yaaqoubi |
| 17 h 00          | Youssef Zouhri 64e    | Rapport |                      | Arbitrage : Abderrahim El Yaaqoubi    | Arbitrage : Abderrahim El Yaaqoubi |

### Match 2
Le Raja CA décroche la qualification pour les quarts de finale de la Coupe du Trône de football en s’imposant sur la pelouse du Stade Mohammed-V de Casablanca, face à Kénitra Athlétic Club (3-1). Le match est décrit comme « une véritable partie de plaisir sur la pelouse et dans les gradins ».
Feuille de match 2
| 12 septembre 2018 | Raja Club Athletic                                                       | 3 - 1 | Kénitra Athlétic Club                      | Stade Mohammed-V, Casablanca                                                 |                                                                              |
| 20 h 00           | Mouhcine Iajour 14e · Abdelilah Hafidi 50e · Mahmoud Benhalib 69e (pen.) |       | 38e Youssouf Aliou Oumarou                 | Arbitrage : Abdelouahed Fatihi Youssef Abaouz Yassine Abdelaziz Omar Cheddad | Arbitrage : Abdelouahed Fatihi Youssef Abaouz Yassine Abdelaziz Omar Cheddad |
| 20 h 00           | Ilias Haddad 54e · Baye Ibrahima Niasse 75e                              |       | 25e 80e Louaï El Ani · 69e Adil El Meskini | Arbitrage : Abdelouahed Fatihi Youssef Abaouz Yassine Abdelaziz Omar Cheddad | Arbitrage : Abdelouahed Fatihi Youssef Abaouz Yassine Abdelaziz Omar Cheddad |

## Botola

### Phase aller
| Date         | No | Adv  | Lieu | Score | Buteurs                                                        | Passeurs                                   | Sanctions                                    | Rapport |
| ------------ | -- | ---- | ---- | ----- | -------------------------------------------------------------- | ------------------------------------------ | -------------------------------------------- | ------- |
| Matchs aller |    |      |      |       |                                                                |                                            |                                              |         |
| 25/08/2018   | 1  | CRA  | Dom. | 6-0   | Alami 8e, Rahimi 34e, Iajour 56e 68e, Hadraf 81e, Boutayeb 83e | Hadraf 56e 68e, Boutayeb 81e, Benhalib 83e | Rahimi 7e Alami 15e                          |         |
| 20/10/2018   | 5  | OCK  | Ext. | 1-1   | Niasse 4e                                                      | Hadraf 4e                                  | Benoun 22e                                   |         |
| 07/11/2018   | 7  | IRT  | Ext. | 1-1   | Hafidi 79e                                                     | Hadraf 79e                                 | Haddad 26e Rahimi 63e Hafidi 63e             |         |
| 11/11/2018   | 8  | KACM | Dom. | 2-0   | Benoun 2e (pen.), Hafidi 30e                                   | -                                          | Niasse 20e Benoun 25e Douik 45e Boutayeb 55e |         |
| 17/11/2018   | 2  | HUSA | Ext. | 0-0   | -                                                              | -                                          | Bouain 88e Iajour 90+1e                      |         |
| 07/12/2018   | 11 | FUS  | Ext. | 1-0   | -                                                              | -                                          | Benoun 57e Mabidi 62e                        |         |
| 19/12/2018   | 12 | RCOZ | Dom. | 3-2   | Iajour 20e, Jabroun 45e (pen.), Hadraf 50e                     | Achchakir 20e, Benhalib 50e                |                                              |         |
| 26/12/2018   | 3  | CYAB | Ext. | 1-2   | Benhalib 8e, Iajour 90e                                        | Rahimi 20e, Hadraf 50e                     |                                              |         |
| 30/12/2018   | 6  | RSB  | Dom. | 1-1   | Benhalib 90+7e (pen.)                                          |                                            |                                              |         |
| 02/01/2019   | 13 | MCO  | Ext. | 1-1   | Iajour 90e                                                     | Hafidi 90e                                 |                                              |         |
| 06/01/2019   | 10 | WAC  | Dom. | 0-1   |                                                                |                                            |                                              |         |
| 17/01/2019   | 14 | MAT  | Dom. | 1-1   | Hafidi 67e                                                     | Boutayeb 67e                               |                                              |         |
| 23/01/2019   | 4  | FAR  | Dom. | 2-1   | Iajour 40e, Nanah 70e                                          | Nanah 40e, Iajour 70e                      |                                              |         |
| 30/01/2019   | 15 | DHJ  | Ext. | 2-4   | Iajour 7e 83e 90e, Niasse 54e                                  | Nanah 7e, Hafidi 54e, 83e 90e              |                                              |         |
| 17/02/2019   | 18 | CYAB | Dom. | 3-3   | Rahimi 10e, Benhalib 54e, Nanah 90+2e                          | Iajour 10e, Rahimi 54e, Hadraf 92e         |                                              |         |

Les Verts entament la Botola avec une large victoire. Le Raja écrase le CRA d'Al Hoceima (6-0) au Complexe Mohammed V. À la 86e minute, le jeune Anas Jabroun marque le septième but qui fut annulé pour hors-jeu.
Feuille de match 1
| 25 août 2018 | Raja Club Athletic                                                                                           | 6 - 0 | Chabab Rif Al Hoceima                        | Stade Mohammed-V, Casablanca |                            |
| 20 h 00      | Saifeddine Alami 8e · Soufiane Rahimi 34e · Mouhcine Iajour 56e 68e · Zakaria Hadraf 81e · Omar Boutayeb 83e |       |                                              | Arbitrage : Nabil Benrakia   | Arbitrage : Nabil Benrakia |
| 20 h 00      | Soufiane Rahimi 7e · Saifeddine Alami 15e                                                                    |       | 38e 61e Yassine El Houasli · 40e Toni Varela | Arbitrage : Nabil Benrakia   | Arbitrage : Nabil Benrakia |

### Phase retour
| Date         | No | Adversaire | Lieu | Score | Buteurs                                                             | Passeurs                                  | Sanctions | Rapport |
| ------------ | -- | ---------- | ---- | ----- | ------------------------------------------------------------------- | ----------------------------------------- | --------- | ------- |
| Matchs aller |    |            |      |       |                                                                     |                                           |           |         |
| 20/02/2019   | 9  | OCS        | Ext. | 0-1   | Rahimi 90+5e                                                        | Hafidi 54e 83e 90e Iajour 10e, Hadraf 92e |           |         |
| 27/02/2019   | 19 | FAR        | Ext. | 2-1   | Iajour 17e                                                          |                                           |           |         |
| 06/03/2019   | 20 | OCK        | Dom. | 2-3   | Hafidi 23e, Nanah 87e                                               | Rahimi 87e                                |           |         |
| 13/03/2019   | 21 | RSB        | Ext. | 3-7   | Hadraf 10e 49e 59e, Benoun 57e (pen.), Boutayeb 64e, Iajour 71e 87e | Hafidi 49e 59e 71e, Nanah 87e             |           |         |
| 03/04/2019   | 23 | KACM       | Ext. | 1-2   | Nanah 62e, Iajour 74e (pen.)                                        | Ngah 62e                                  |           |         |
| 07/04/2019   | 24 | OCS        | Dom. | 1-0   | Ouattara 58e (csc)                                                  |                                           |           |         |
| 10/04/2019   | 16 | CRA        | Ext. | 1-2   | Boutayeb 33e, Iajour 36e                                            | Benhalib 36e                              |           |         |
| 17/04/2019   | 22 | IRT        | Dom. | 1-0   | Hadraf 49e                                                          |                                           |           |         |
| 21/04/2019   | 25 | WAC        | Ext. | 2-2   | Rahimi 21e, Iajour 72e                                              | Achchakir 72e                             |           |         |
| 24/04/2019   | 17 | HUSA       | Dom. | 2-1   | Iajour 66e, Ngah 84e                                                | Iajour 84e                                |           |         |
| 28/04/2019   | 26 | FUS        | Dom. | 0-0   |                                                                     |                                           |           |         |
| 04/05/2019   | 27 | RCOZ       | Ext. | 3-3   | Rahimi 3e 30e, Hadraf 51e                                           | Achchakir 3e, Hadraf 30e, Zrida 51e       |           |         |
| 11/05/2019   | 28 | MCO        | Dom. | 2-1   | Iajour 63e 79e                                                      | Achchakir 63e 79e                         |           |         |
| 04/06/2019   | 29 | MAT        | Ext. | 3-1   | Hadraf 22e                                                          | El Wardi 22e                              |           |         |
| 09/06/2019   | 30 | DHJ        | Dom. | 2-0   | Benhalib 36e, Iajour 75e                                            | Hadraf 36e, Achchakir 75e1                |           |         |

## Coupe de la confédération 2018

### Phase de poules
Groupe A
| Rang | Équipe       | Pts | J | G | N | P | Bp | Bc | Diff |  | Résultats (▼ dom., ► ext.) |     |     |     |     |
| ---- | ------------ | --- | - | - | - | - | -- | -- | ---- |  | -------------------------- | --- | --- | --- | --- |
| 1    | Raja CA      | 11  | 6 | 3 | 2 | 1 | 14 | 5  | +9   |  | Raja CA                    | 0-0 | 4-0 |     | 6-0 |
| 2    | AS Vita Club | 10  | 6 | 3 | 1 | 2 | 8  | 5  | +3   |  | AS Vita Club               |     | 3-1 | 2-0 | 2-0 |
| 3    | ASEC Mimosas | 9   | 6 | 3 | 0 | 3 | 6  | 8  | -2   |  | ASEC Mimosas               | 2-0 |     | 0-1 | 1-0 |
| 4    | Aduana Stars | 4   | 6 | 1 | 1 | 4 | 5  | 15 | -10  |  | Aduana Stars               | 2-1 | 0-2 | 3-3 |     |

| 18 juillet 2018 | ASEC Mimosas           | 0 - 1 | Raja CA                                                   | Stade Félix-Houphouët-Boigny, Abidjan, Côte d'Ivoire |                                 |
| 17 h 00         |                        |       | Mahmoud Benhalib 74e (pen.)                               | Arbitrage : Mohamed Maarouf Eid                      | Arbitrage : Mohamed Maarouf Eid |
| 17 h 00         | 68e Abdoul Karim Cissé |       | 52e Hassan Bouain · 83e Zakaria Hadraf · 90+6e Anas Zniti | Arbitrage : Mohamed Maarouf Eid                      | Arbitrage : Mohamed Maarouf Eid |

| 29 juillet 2018 | Raja CA                                                  | 4 - 0 | ASEC Mimosas            | Stade Mohamed V, Casablanca, Maroc |                               |
| 20 h 00         | Mahmoud Benhalib 18e 62e (pen.) · Zakaria Hadraf 27e 46e |       |                         | Arbitrage : Sékou Ahmed Touré      | Arbitrage : Sékou Ahmed Touré |
| 20 h 00         | Soufiane Rahimi 48e                                      |       | Souleymane Koanda 90+1e | Arbitrage : Sékou Ahmed Touré      | Arbitrage : Sékou Ahmed Touré |

| 19 août 2018 | AS Vita Club                                    | 2 - 0 | Raja CA                  | Stade des Martyrs, Kinshasa, RD Congo |                                 |
| 14 h 11      | Fabrice Ngoma 50e · Jean-Marc Makusu 59e        |       |                          | Arbitrage : Hassan Mohamed Hagi       | Arbitrage : Hassan Mohamed Hagi |
| 14 h 11      | Nelson Lukong Bongaman 69e · Tonombe Mukoko 40e |       | Abderrahim Achchakir 77e | Arbitrage : Hassan Mohamed Hagi       | Arbitrage : Hassan Mohamed Hagi |

| 29 août 2018 | Raja CA                                                                                      | 6 - 0           | Aduana Stars | Stade Mohamed V, Casablanca, Maroc |                              |
| 20 h 00      | Mouhcine Iajour 3e 15e · Zakaria Hadraf 30e · Soufiane Rahimi 33e · Mahmoud Benhalib 67e 82e |                 |              | Arbitrage : Juste Ephrem Zio       | Arbitrage : Juste Ephrem Zio |
| 20 h 00      |                                                                                              | Elvis Opoku 66e |              | Arbitrage : Juste Ephrem Zio       | Arbitrage : Juste Ephrem Zio |

### Quarts de finale
Le 16 septembre 2018, Le Raja CA ramène une victoire précieuse du Congo (1-2) contre le CARA Brazzaville au match aller des quarts de finale de la Coupe de la confédération 2018. Soufiane Rahimi marque le premier but (47e) et Mahmoud Benhalib signe le but de la victoire (80e).    
| Équipe           | Aller | Total | Retour | Équipe             |
| ---------------- | ----- | ----- | ------ | ------------------ |
| CARA Brazzaville | 1-2   | 1-3   | 0-1    | Raja Club Athletic |

| 16 septembre 2018 | CARA Brazzaville            | 1 - 2                | Raja Club Athletic                         | Stade Alphonse-Massamba-Débat, Brazzaville, République du Congo |                           |
| 13 h 00           | Cabwey Mèrêves Kivutuka 71e |                      | 47e Soufiane Rahimi · 80e Mahmoud Benhalib | Arbitrage : Davies Omweno                                       | Arbitrage : Davies Omweno |
| 13 h 00           |                             | 45e Salaheddine Bahi |                                            | Arbitrage : Davies Omweno                                       | Arbitrage : Davies Omweno |

### Demi-finales
| Équipe     | Aller | Total | Retour | Équipe             |
| ---------- | ----- | ----- | ------ | ------------------ |
| Enyimba FC | 0-1   | 1-3   | 1-2    | Raja Club Athletic |

### Finale
| Titulaires : |  |
| |  |
| Zniti, Benoun ( 90+1e Lakohal), Al Warfali, Achchakir, Boutayeb, Niasse, Mabidi ( 83e Douik), Hafidi, Benhalib, Hadraf, Rahimi ( 75e Iajour). · |  |
| Entraîneur : |  |
| Juan Carlos Garrido |  |

| Entraîneur :   |
| Florent Ibenge |

| Titulaires : |  |
| |  |
| Zniti, Benoun ( 90+1e Lakohal), Al Warfali, Achchakir, Boutayeb, Niasse, Mabidi ( 83e Douik), Hafidi, Benhalib, Hadraf, Rahimi ( 75e Iajour). · |  |
| Entraîneur : |  |
| Juan Carlos Garrido |  |

| Entraîneur :   |
| Florent Ibenge |

| Entraîneur :   |
| Florent Ibenge |

| Titulaires : |  |
| |  |
| Zniti, Benoun , Al Warfali, Achchakir, Boutayeb, Niasse, Mabidi ( 86e Oulhaj), Hafidi ( 31e Douik), Benhalib, Hadraf ( 77e Bouain), Rahimi. · |  |
| Entraîneur : |  |
| Juan Carlos Garrido |  |

| Entraîneur :   |
| Florent Ibenge |

| Titulaires : |  |
| |  |
| Zniti, Benoun , Al Warfali, Achchakir, Boutayeb, Niasse, Mabidi ( 86e Oulhaj), Hafidi ( 31e Douik), Benhalib, Hadraf ( 77e Bouain), Rahimi. · |  |
| Entraîneur : |  |
| Juan Carlos Garrido |  |

## Coupe de la confédération 2018-2019
| Date       | Tour                  | Adversaire    | Lieu                                | Score | Buteurs                                                                        |
| ---------- | --------------------- | ------------- | ----------------------------------- | ----- | ------------------------------------------------------------------------------ |
| 16/12/2018 | Premier Tour (aller)  | Cercle Mbéri  | Stade Mohamed V, Casablanca         | 5-0   | Benoun 52e, Benhalib 57e, Achchakir 68e, Ben Soumahoro (c.s.c) 83e, Shaban 87e |
| 22/12/2018 | Premier Tour (retour) | Cercle Mbéri  | Stade Augustin Monédan, Libreville  | 1-0   | -                                                                              |
| 12/01/2019 | Second Tour (aller)   | African Stars | Khomasdal Stadium, Windhoek         | 1-1   | Soufiane Rahimi 51e                                                            |
| 20/01/2019 | Second Tour (retour)  | African Stars | Grand stade de Marrakech, Marrakech | 1-0   | Badr Benoun 57e                                                                |

### Phase de poules: Groupe A
| Rang | Équipe     | Pts | J | G | N | P | Bp | Bc | Diff |  | Résultats (▼ dom., ► ext.) |     |     |     |     |
| ---- | ---------- | --- | - | - | - | - | -- | -- | ---- |  | -------------------------- | --- | --- | --- | --- |
| 1    | RS Berkane | 11  | 6 | 3 | 2 | 1 | 10 | 5  | +5   |  | RS Berkane                 |     | 2-1 | 0-0 | 3-0 |
| 2    | HUS Agadir | 8   | 6 | 2 | 2 | 2 | 5  | 5  | 0    |  | HUS Agadir                 | 1-0 |     | 1-1 | 2-1 |
| 3    | Raja CA T  | 7   | 6 | 1 | 4 | 1 | 7  | 6  | +1   |  | Raja CA T                  | 2-4 | 0-0 |     | 0-0 |
| 4    | AS Otohô   | 5   | 6 | 1 | 2 | 3 | 4  | 10 | -6   |  | AS Otohô                   | 1-1 | 1-0 | 1-4 |     |

### Détails des matchs
| Date       | J.      | Adversaire | Lieu                                | Score | Buteurs                                             | Passeurs                                |
| ---------- | ------- | ---------- | ----------------------------------- | ----- | --------------------------------------------------- | --------------------------------------- |
| 03/02/2019 | Match 1 | HUS Agadir | Stade Adrar, Agadir                 | 1-1   | Mouhcine Iajour 54e                                 | Abdelilah Hafidi 54e                    |
| 13/02/2019 | Match 2 | AS Otohô   | Complexe Moulay Abdallah, Rabat     | 0-0   | -                                                   | -                                       |
| 24/02/2019 | Match 3 | RS Berkane | Complexe Moulay Abdallah, Rabat     | 4-2   | Mouhcine Iajour 59e Iajour 78e                      | Abdelilah Hafidi 59e                    |
| 03/03/2019 | Match 4 | RS Berkane | Stade municipal de Berkane, Berkane | 0-0   | -                                                   | -                                       |
| 10/03/2019 | Match 5 | HUS Agadir | Complexe Moulay Abdallah, Rabat     | 0-0   | -                                                   | -                                       |
| 17/03/2019 | Match 6 | AS Otohô   | Stade Marien Ngouabi, Owando        | 4-1   | Benhalib 41e, Al Warfali 44e, Nanah 64e, Iajour 87e | Hadraf 41e,Hafidi 44e 87e,Achchakir 64e |

## Championnat arabe des clubs 2018-2019
| Date       | Tour                    | Adversaire    | Lieu                              | Score           | Buteurs                                 |
| ---------- | ----------------------- | ------------- | --------------------------------- | --------------- | --------------------------------------- |
| 10/08/2018 | 1/16 de finale (aller)  | Salam Zgharta | Stade du Salam Zgharta, Zgharta   | 2-1             | Mouhcine Iajour 64e , Omar Boutayeb 84e |
| 01/03/2015 | 1/16 de finale (retour) | Salam Zgharta | Stade Mohamed V, Casablanca       | 1-1             | Zakaria Hadraf 51e                      |
| 29/10/2018 | 1/8 de finale (aller)   | Ismaily SC    | FNB Stadium, Johannesburg         | 0-0             | -                                       |
| 11/12/2018 | 1/8 de finale (retour)  | Ismaily SC    | Stade Mohamed V, Casablanca       | 0-0 (t.a.b 4-2) | -                                       |
| 26/01/2019 | 1/4 de finale (retour)  | ES Sahel      | Stade Moulay Abdellah, Rabat      | 2-0             | -                                       |
| 08/02/2019 | 1/4 de finale (retour)  | ES Sahel      | Stade olympique de Sousse, Sousse | 1-0             | Mouhcine Iajour 30e                     |

## Supercoupe
Le Raja CA affronte le vainqueur de la Ligue des champions de la CAF, l'Espérance sportive de Tunis. La rencontre se déroule le 29 mars 2019 à Doha au Qatar.
| Entraîneur :    |
| Mouine Chaabani |

| Titulaires : |  |
| |  |
| Zniti, Benoun , Al Warfali, Ngah, Boutayeb, Achchakir, El Wardi, Hafidi ( 80e Nanah), Benhalib, Hadraf, Rahimi( 90+4e Iajour). · |  |
| Entraîneur : |  |
| Patrice Carteron |  |

| Entraîneur :    |
| Mouine Chaabani |

| Titulaires : |  |
| |  |
| Zniti, Benoun , Al Warfali, Ngah, Boutayeb, Achchakir, El Wardi, Hafidi ( 80e Nanah), Benhalib, Hadraf, Rahimi( 90+4e Iajour). · |  |
| Entraîneur : |  |
| Patrice Carteron |  |

## Statistiques

### Statistiques collectives
| Compétition                           | Résultat                        | Matches joués | Gagnés | Nuls | Perdus | Buts pour | Buts contre | Différence |
| ------------------------------------- | ------------------------------- | ------------- | ------ | ---- | ------ | --------- | ----------- | ---------- |
| Botola                                | 2e                              | 30            | 15     | 10   | 5      | 56        | 36          | +20        |
| Coupe du Trône                        | Demi-finale (défaite aux t.a.b) | 4             | 3      | 1    | 0      | 6         | 2           | +4         |
| Coupe de la confédération 2018        | Vainqueur                       | 10            | 8      | 0    | 2      | 21        | 5           | +16        |
| Coupe de la confédération 2018-2019   | Phase des poules                | 10            | 3      | 5    | 2      | 14        | 8           | +6         |
| Supercoupe de la CAF                  | Vainqueur                       | 1             | 1      | 0    | 0      | 2         | 1           | +1         |
| Championnat arabe des clubs 2018-2019 | 1/8 de finale                   | 6             | 2      | 3    | 1      | 4         | 4           | 0          |
| Total                                 | Total                           | 61            | 32     | 19   | 10     | 103       | 56          | +47        |

### Onze de départ
(Mis à jour le 26 juin 2019) 
| \| No. \| Pos. \| Joueur \| Titulaire \| Remplaçant \| \| --- \| ---- \| -------------------- \| --------- \| ----------------------------- \| \| 1 \| GB \| Anas Zniti \| 49 \| Bouamira a 10 titularisations \| \| 25 \| DD \| Omar Boutayeb \| 39 \| Douik a 20 titularisations \| \| 13 \| DC \| Badr Benoun \| 47 \| Haddad a 27 titularisations \| \| 8 \| DC \| Sanad Al Warfali \| 27 \| Lakohal a 6 titularisations \| \| 4 \| DG \| Fabrice Ngah \| 27 \| Jbira a 16 titularisations \| \| 55 \| MR \| Abderrahim Achchakir \| 47 \| Niasse a 32 titularisations \| \| 17 \| MO \| Zakaria El Wardi \| 19 \| Mabidi a 19 titularisations \| \| 18 \| MO \| Abdelilah Hafidi \| 27 \| Nanah a 19 titularisations \| \| 7 \| AiG \| Zakaria Hadraf \| 43 \| Alami a 11 titularisations \| \| 21 \| AiD \| Soufiane Rahimi \| 46 \| Jabroun a 11 titularisations \| \| 9 \| AT \| Mouhcine Iajour \| 35 \| Benhalib a 34 titularisations \| | Zniti Sanad Benoun(C) Boutayeb Ngah Achchakir El Wardi Hafidi Rahimi Hadraf Iajour |                      |           |                               |
| No. | Pos.                                                                               | Joueur               | Titulaire | Remplaçant                    |
| 1 | GB                                                                                 | Anas Zniti           | 49        | Bouamira a 10 titularisations |
| 25 | DD                                                                                 | Omar Boutayeb        | 39        | Douik a 20 titularisations    |
| 13 | DC                                                                                 | Badr Benoun          | 47        | Haddad a 27 titularisations   |
| 8 | DC                                                                                 | Sanad Al Warfali     | 27        | Lakohal a 6 titularisations   |
| 4 | DG                                                                                 | Fabrice Ngah         | 27        | Jbira a 16 titularisations    |
| 55 | MR                                                                                 | Abderrahim Achchakir | 47        | Niasse a 32 titularisations   |
| 17 | MO                                                                                 | Zakaria El Wardi     | 19        | Mabidi a 19 titularisations   |
| 18 | MO                                                                                 | Abdelilah Hafidi     | 27        | Nanah a 19 titularisations    |
| 7 | AiG                                                                                | Zakaria Hadraf       | 43        | Alami a 11 titularisations    |
| 21 | AiD                                                                                | Soufiane Rahimi      | 46        | Jabroun a 11 titularisations  |
| 9 | AT                                                                                 | Mouhcine Iajour      | 35        | Benhalib a 34 titularisations |

### Statistiques des buteurs
| Place           | Nom'                 | Botola | Coupe du Trône | Coupe de la confederation | Coupe d'Arabe | Supercoupe | TOTAL des buts |
| --------------- | -------------------- | ------ | -------------- | ------------------------- | ------------- | ---------- | -------------- |
| 1               | Mouhcine Iajour      | 19     | 1              | 7                         | 2             | -          | 29             |
| 2               | Mahmoud Benhalib     | 4      | 1              | 9                         | -             | -          | 14             |
| 3               | Zakaria Hadraf       | 8      | -              | 4                         | 1             | -          | 13             |
| 4               | Soufiane Rahimi      | 6      | -              | 5                         | -             | -          | 11             |
| 5               | Abdelilah Hafidi     | 4      | 3              | 2                         | -             | 1          | 10             |
| 7               | Badr Benoun          | 2      | 1              | 2                         | -             | 1          | 6              |
| 6               | Ayoub Nanah          | 4      | -              | 1                         | -             | -          | 5              |
| 7               | Omar Boutayeb        | 3      | -              | -                         | 1             | -          | 4              |
| 9               | Baye Ibrahima Niasse | 2      |                | -                         | -             | -          | 2              |
| 9               | Fabrice Ngah         | 1      | -              | -                         | -             | -          | 1              |
| 9               | Anas Jabroun         | 1      | -              | -                         | -             | -          | 1              |
| 9               | Saifeddine Alami     | 1      | -              | -                         | -             | -          | 1              |
| 9               | Sanad El Warfali     | -      | -              | 1                         | -             | -          | 1              |
| 9               | Abderrahim Chakir    | -      | -              | 1                         | -             | -          | 1              |
| 9               | Mohamed Shaabane     | -      | -              | 1                         | -             | -          | 1              |
| Contre son camp | Contre son camp      | 1      | -              | 2                         | -             | -          | 3              |
| Détails         | 15 buteurs           | 56     | 6              | 35                        | 4             | 2          | 103            |

### Statistiques des passeurs
| Place   | Nom'              | Botola | Coupe du Trône | Coupe de la CAF | Coupe d'Arabe | Supercoupe | TOTAL des passes |
| ------- | ----------------- | ------ | -------------- | --------------- | ------------- | ---------- | ---------------- |
| 1       | Abdelilah Hafidi  | 7      | -              | 6               | 1             | -          | 14               |
| 2       | Zakaria Hadraf    | 7      | 1              | 3               | -             | -          | 11               |
| 3       | Mahmoud Benhalib  | 3      | -              | 7               | -             | -          | 10               |
| 4       | Abderrahim Chakir | 5      | 1              | 3               | -             | -          | 9                |
| 5       | Mouhcine Iajour   | 4      | 3              | -               | -             | -          | 7                |
| 6       | Soufiane Rahimi   | 2      | -              | 3               | -             | -          | 5                |
| 6       | Omar Boutayeb     | 1      | -              | 2               | -             | 1          | 5                |
| 8       | Lema Mabidi       | 1      | 1              | -               | -             | -          | 2                |
| 8       | Ayoub Nanah       | 2      | -              | -               | -             | -          | 2                |
| 10      | Badr Benoun       | -      | -              | 1               | -             | -          | 1                |
| 10      | Anas Jabroun      | -      | -              | 1               | -             | -          | 1                |
| 10      | Sanad El Warfali  | -      | -              | 1               | -             | 1          | 1                |
| 10      | Fabrice Ngah      | 1      | -              | -               | -             | -          | 1                |
| Détails | 13 passeurs       | 33     | 6              | 27              | 1             | 2          | 69               |

### Statistiques individuelles
Mis à jour le 4 septembre 2018
| Numéro | Nat. | Nom                  | Championnat | Championnat | Championnat | Championnat  | Coupe du Trône | Coupe du Trône | Coupe du Trône | Coupe du Trône | Total | Total       | Total  | Total        |
| Numéro | Nat. | Nom                  | M.j.        | But inscrit | Averti      | Carton rouge | M.j.           | But inscrit    | Averti         | Carton rouge   | M.j.  | But inscrit | Averti | Carton rouge |
| ------ | ---- | -------------------- | ----------- | ----------- | ----------- | ------------ | -------------- | -------------- | -------------- | -------------- | ----- | ----------- | ------ | ------------ |
| 1      |      | Anas Zniti           | 0           | 0           | 0           | 0            | 0              | 0              | 0              | 0              | 0     | 0           | 0      | 0            |
| 2      |      | Mohamed Douik        | 0           | 0           | 0           | 0            | 0              | 0              | 0              | 0              | 0     | 0           | 0      | 0            |
| 3      |      | A. Imran             | 0           | 0           | 0           | 0            | 0              | 0              | 0              | 0              | 0     | 0           | 0      | 0            |
| 3      |      | Hamza Toumi          | 0           | 0           | 0           | 0            | 0              | 0              | 0              | 0              | 0     | 0           | 0      | 0            |
| 4      |      | Sanad Al Warfali     | 0           | 0           | 0           | 0            | 0              | 0              | 0              | 0              | 0     | 0           | 0      | 0            |
| 6      |      | Saad Lakouhal        | 0           | 0           | 0           | 0            | 0              | 0              | 0              | 0              | 0     | 0           | 0      | 0            |
| 7      |      | Zakaria Hadraf       | 0           | 0           | 0           | 0            | 0              | 0              | 0              | 0              | 0     | 0           | 0      | 0            |
| 9      |      | Mouhcine Iajour      | 0           | 0           | 0           | 0            | 0              | 0              | 0              | 0              | 0     | 0           | 0      | 0            |
| 10     |      | Saifeddine Alami     | 0           | 0           | 0           | 0            | 0              | 0              | 0              | 0              | 0     | 0           | 0      | 0            |
| 11     |      | Anas Jabroun         | 0           | 0           | 0           | 0            | 0              | 0              | 0              | 0              | 0     | 0           | 0      | 0            |
| 12     |      | Mohammed Chennouf    | 0           | 0           | 0           | 0            | 0              | 0              | 0              | 0              | 0     | 0           | 0      | 0            |
| 13     |      | Badr Benoun          | 0           | 0           | 0           | 0            | 0              | 0              | 0              | 0              | 0     | 0           | 0      | 0            |
| 14     |      | Lema Mabidi          | 0           | 0           | 0           | 0            | 0              | 0              | 0              | 0              | 0     | 0           | 0      | 0            |
| 15     |      | Hassan Bouain        | 0           | 0           | 0           | 0            | 0              | 0              | 0              | 0              | 0     | 0           | 0      | 0            |
| 16     |      | Mohamed Oulhaj       | 0           | 0           | 0           | 0            | 0              | 0              | 0              | 0              | 0     | 0           | 0      | 0            |
| 18     |      | Abdelilah Hafidi     | 0           | 0           | 0           | 0            | 0              | 0              | 0              | 0              | 0     | 0           | 0      | 0            |
| 19     |      | Baye Ibrahima Niasse | 0           | 0           | 0           | 0            | 0              | 0              | 0              | 0              | 0     | 0           | 0      | 0            |
| 20     |      | Abdeljalil Jbira     | 0           | 0           | 0           | 0            | 0              | 0              | 0              | 0              | 0     | 0           | 0      | 0            |
| 21     |      | Soufiane Rahimi      | 0           | 0           | 0           | 0            | 0              | 0              | 0              | 0              | 0     | 0           | 0      | 0            |
| 23     |      | Salaheddine Bahi     | 0           | 0           | 0           | 0            | 0              | 0              | 0              | 0              | 0     | 0           | 0      | 0            |
| 24     |      | Mahmoud Benhalib     | 0           | 0           | 0           | 0            | 0              | 0              | 0              | 0              | 0     | 0           | 0      | 0            |
| 25     |      | Omar Boutayeb        | 0           | 0           | 0           | 0            | 0              | 0              | 0              | 0              | 0     | 0           | 0      | 0            |
| 26     |      | Ilias Haddad         | 0           | 0           | 0           | 0            | 0              | 0              | 0              | 0              | 0     | 0           | 0      | 0            |
| 26     |      | Mohamed Khaldane     | 0           | 0           | 0           | 0            | 0              | 0              | 0              | 0              | 0     | 0           | 0      | 0            |
| 27     |      | Ayoub Joulal         | 0           | 0           | 0           | 0            | 0              | 0              | 0              | 0              | 0     | 0           | 0      | 0            |
| 28     |      | Muhammad Shaban      | 0           | 0           | 0           | 0            | 0              | 0              | 0              | 0              | 0     | 0           | 0      | 0            |
| 28     |      | Abdelkrim Namani     | 0           | 0           | 0           | 0            | 0              | 0              | 0              | 0              | 0     | 0           | 0      | 0            |
| 55     |      | Abderrahim Achchakir | 0           | 0           | 0           | 0            | 0              | 0              | 0              | 0              | 0     | 0           | 0      | 0            |
| 88     |      | Mohamed Bouamira     | 0           | 0           | 0           | 0            | 0              | 0              | 0              | 0              | 0     | 0           | 0      | 0            |
| 96     |      | Walid Sebbar         | 0           | 0           | 0           | 0            | 0              | 0              | 0              | 0              | 0     | 0           | 0      | 0            |
| -      |      | Ayoub Sabiri         | 0           | 0           | 0           | 0            | 0              | 0              | 0              | 0              | 0     | 0           | 0      | 0            |
| -      |      | Mohamed Zaid         | 0           | 0           | 0           | 0            | 0              | 0              | 0              | 0              | 0     | 0           | 0      | 0            |